# Cachins
Cachins (kachins) são um grupo étnico que habita em grande parte o Estado de Cachim, no norte da Birmânia (Myanmar) e os territórios vizinhos da China e Índia. Mais de metade dos cachins se identificam como cristãos, enquanto uma minoria significativa segue o Budismo e alguns também aderem ao animismo. O estado de Cachim também é conhecido como a terra de jade e ouro.

## Subgrupos
O subgrupo principal é o Jimpó, para quem o termo Jimpó e Cachim são considerados sinônimos. No entanto, por designação oficial de Mianmar, o termo Cachim inclui uma variedade de diferentes grupos lingüísticos com territórios sobrepostos e integrados nas estruturas sociais. Estes são nomeadamente a Rawang, o Lisu , o Zaiwa, o Lashi/Lachyt e o Lawngwaw, bem como a maioria Jingpo/Jinghpaw.

## Comportamento e Tradições
[carece de fontes?] Nas últimas décadas, suas crenças animistas foram largamente suplantadas pelo cristianismo, enquanto emblemas tradicionais animistas foram em grande parte re-direcionado para eventos folclóricos, como o festival anual Manao em Myitkyina.